# Joseph Paul Gaimard
Joseph Paul Gaimard (Saint-Zacharie, Var, 31 de janeiro de 1796 – Paris, 10 de dezembro de 1858) foi um naturalista francês.
Espécies botânicas nomeadas em sua homenagem:
- Eualus gaimardii (H. Milne Edwards, 1837)
- Byblis gaimardi (Krøyer, 1846)

## Biografia

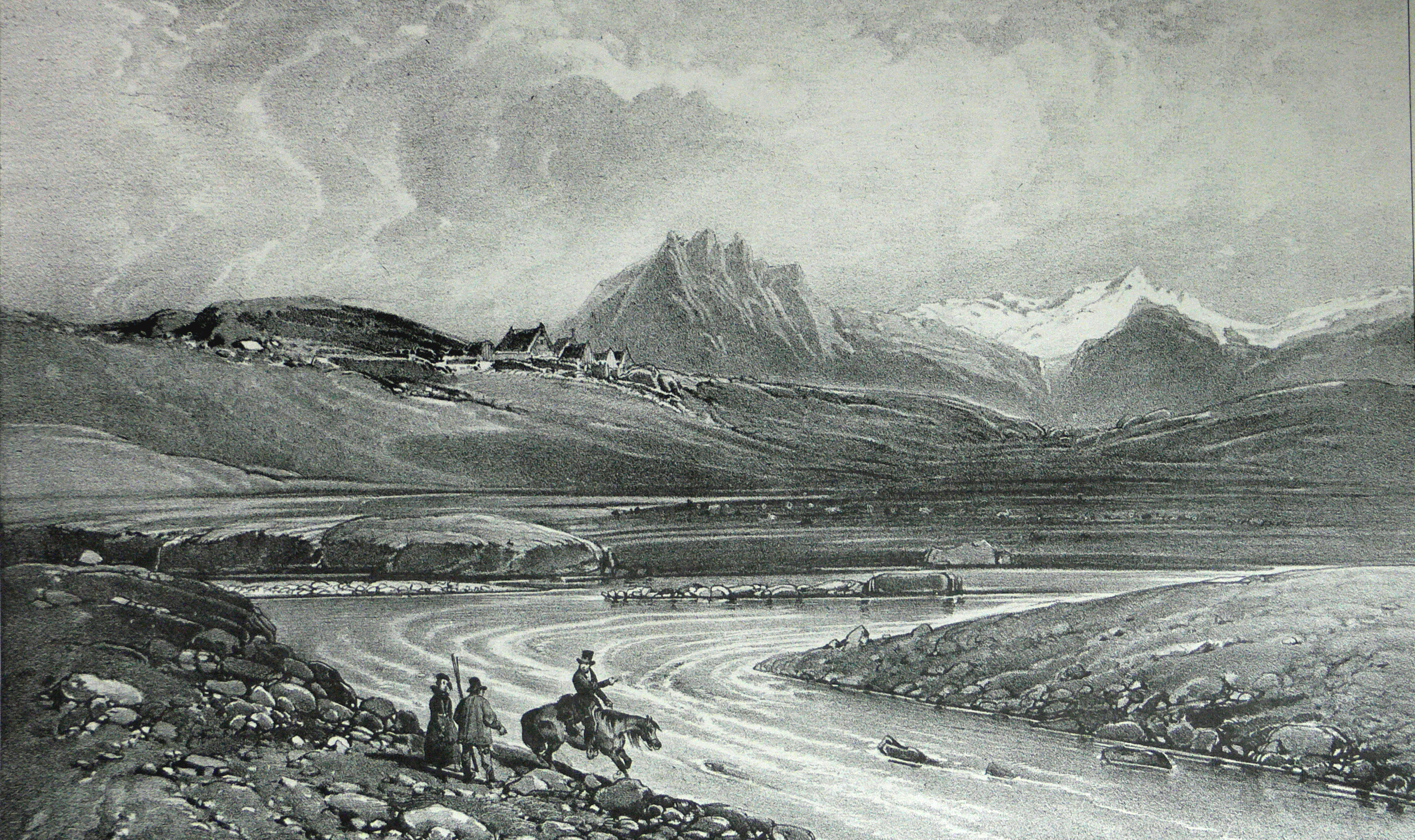
Islândia, por Gaimard 1835

Gaimard nasceu em Saint-Zacharie em 31 de janeiro de 1793. Ele estudou medicina na escola de medicina naval em Toulon, posteriormente obtendo suas qualificações como cirurgião naval. Junto com Jean René Constant Quoy, ele serviu como naturalista nos navios L'Uranie sob Louis de Freycinet 1817–1820, e L'Astrolabe sob Jules Dumont d'Urville 1826–1829. Durante esta viagem, eles descobriram o lagarto gigante agora extinto de Tonga, Tachygia microlepis. 
A partir de seus estudos sobre a cólera na Europa, ele foi co-autor de Du choléra-morbus en Russie, en Prusse et en Autriche, pendant les années 1831-1832 (Cólera morbus na Rússia, Prússia e Áustria nos anos de 1831 e 1832). 
Ele foi o líder científico em La Recherche (1835-1836) durante sua expedição ao Mar Ártico, fazendo viagens à costa da Islândia e da Groenlândia - de 27 de abril a 13 de setembro de 1835 e de 21 de maio a 26 de setembro de 1836. Junto com atividades exploratórias e científicas objetivos, a tripulação da expedição foi solicitada a procurar Jules de Blosseville, que desapareceu a bordo do Lilloise em águas árticas alguns anos antes.  
Dessas viagens surgiu a Voyage en Islande et au Groënland de 9 volumes (8 volumes de texto, um de ilustrações geográficas), que se dizia na época ser o estudo definitivo das ilhas. De 1838 a 1840, novamente a bordo do La Recherche, ele foi o líder de uma expedição científica à Lapônia, Spitzbergen e às Ilhas Faroe. 

## Publicações

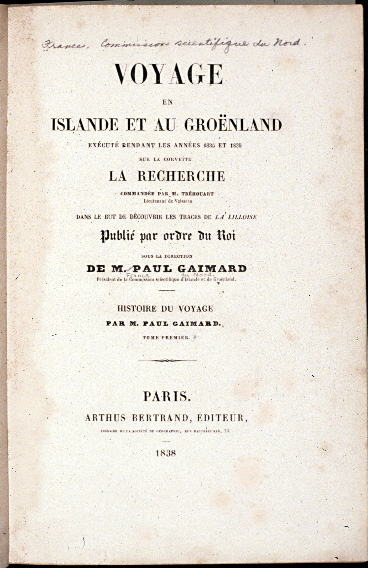
Voyage en Islande et au Groënland

- Louis de Freycinet (Hrsg.): Voyage autour du Monde, entrepris par Ordre du Roi ... exécuté sur les corvettes de ... l'Uranie et la Physicienne, pendant les années 1817, 1818, 1819 et 1820. Teil 1 und 2: Zoologie. Pillet Aîné, Paris 1824 (mit Quoy)
- Voyage en Islande et au Groënland exécuté pendant les années 1835 et 1836 sur la corvette La Recherche ... dans le but de découvrir les traces de La Lilloise, Bertrand, Paris 1838-1852
- Voyage de la corvette l'Astrolabe, exécuté par Ordre du Roi, pendant les annés 1826 - 1827 - 1828 - 1829, sous le commandement de M. J. Dumont D'Urville, capitaine de Vaisseau, Tastu, Paris 1830-1834 (mit Dumont D'Urville, Quoy, Boisduval u.a